# 慕尼黑-中森德灵站
中森德灵站（德語：S-Bahnhof Mittersendling）是一座快铁7、20号线位于森德灵的一座车站。